# Noordwijk-konferensen
Noordwijk-konferensen var en konferens som ägde rum den 6 september 1955 i Noordwijk, Nederländerna, i närheten av Haag. Konferensen syftade till att utvärdera Spaak-kommitténs arbete. Vid konferensen deltog företrädare för medlemsstaterna inom Europeiska kol- och stålgemenskapen: Belgien, Frankrike, Italien, Luxemburg, Nederländerna och Västtyskland.
Vid konferensen presenterade Paul-Henri Spaak som ledde Spaak-kommittén en interimrapport om sitt arbete inför skapandet av en gemensam marknad och ett kärnenergisamarbete. Spaak konstaterade att förhandlingarna kring transporter och konventionell energi (kol och olja) samt jordbrukspolitik var särskilt svåra. Han bad om att kommittén skulle få ytterligare två månader på sig att förbereda sin slutrapport, vilket i media uppfattades som att kommittén hade kört fast i förhandlingarna. Spaak-rapporten låg senare till grund för regeringskonferensen om den gemensamma marknaden och Euratom, som ledde till Romfördragen.